# Boghești
Boghești est une commune roumaine située dans le județ de Vrancea.